# 愛麗絲星
小行星291（291 Alice）是一颗围绕太阳公转的小行星。1890年4月25日，約翰·帕利薩在维也纳描述了此天体。
小行星由發現者邀請法國天文學會以一般法國女子的名字愛麗斯（Alice）命名
这颗小行星的绝对星等为11.45等。

## 相关條目
- 小行星列表/10001-11000

## 外部連結
- Asteroid Lightcurve Database (LCDB) （页面存档备份，存于）, query form (info （页面存档备份，存于）)
- Dictionary of Minor Planet Names, Google books
- Discovery Circumstances: Numbered Minor Planets (10001)-(15000) （页面存档备份，存于） – Minor Planet Center
- 愛麗絲星 at AstDyS-2, Asteroids—Dynamic Site
  - Ephemeris · Observation prediction · Orbital info · Proper elements · Observational info
- NASA JPL小天體瀏覽器上的愛麗絲星

| 前一小行星： 小行星290 | 小行星列表 | 後一小行星： 小行星292 |